# Ascaridol
Ascaridolul este un compus organic natural din clasa monoterpenoidelor biciclice, având și o punte peroxidică. Este un lichid incolor, cu miros și gust neplăcut, înțepător. Este un compus cu acțiune antihelmintică împotriva viermilor paraziți la plante, animale domestice și om.

## Proprietăți
Ascaridolul este un peroxid și este instabil, și se descompune violent la temperaturi peste 130 °C sau la tratarea cu acizi organici. La încălzire, produce vapori toxici și potențial carcinogeni.